# Comuna Panfilivka, Cernihivka
Panfilivka (în ucraineană Панфілівка) este o comună în raionul Cernihivka, regiunea Zaporijjea, Ucraina, formată din satele Kalînivka, Oleksandrivka, Panfilivka (reședința) și Tarasivka.

## Demografie
Componența lingvistică a comunei Panfilivka
     Ucraineană (87,51%)
     Rusă (10,74%)
     Bulgară (1,47%)
     Alte limbi (0,18%)
Conform recensământului din 2001, majoritatea populației comunei Panfilivka era vorbitoare de ucraineană (87,51%), existând în minoritate și vorbitori de rusă (10,74%) și bulgară (1,47%).